# Mike Coughlan
Mike Coughlan (* 17. Februar 1959) ist ein britischer Ingenieur und Rennwagen-Konstrukteur in der Formel 1.

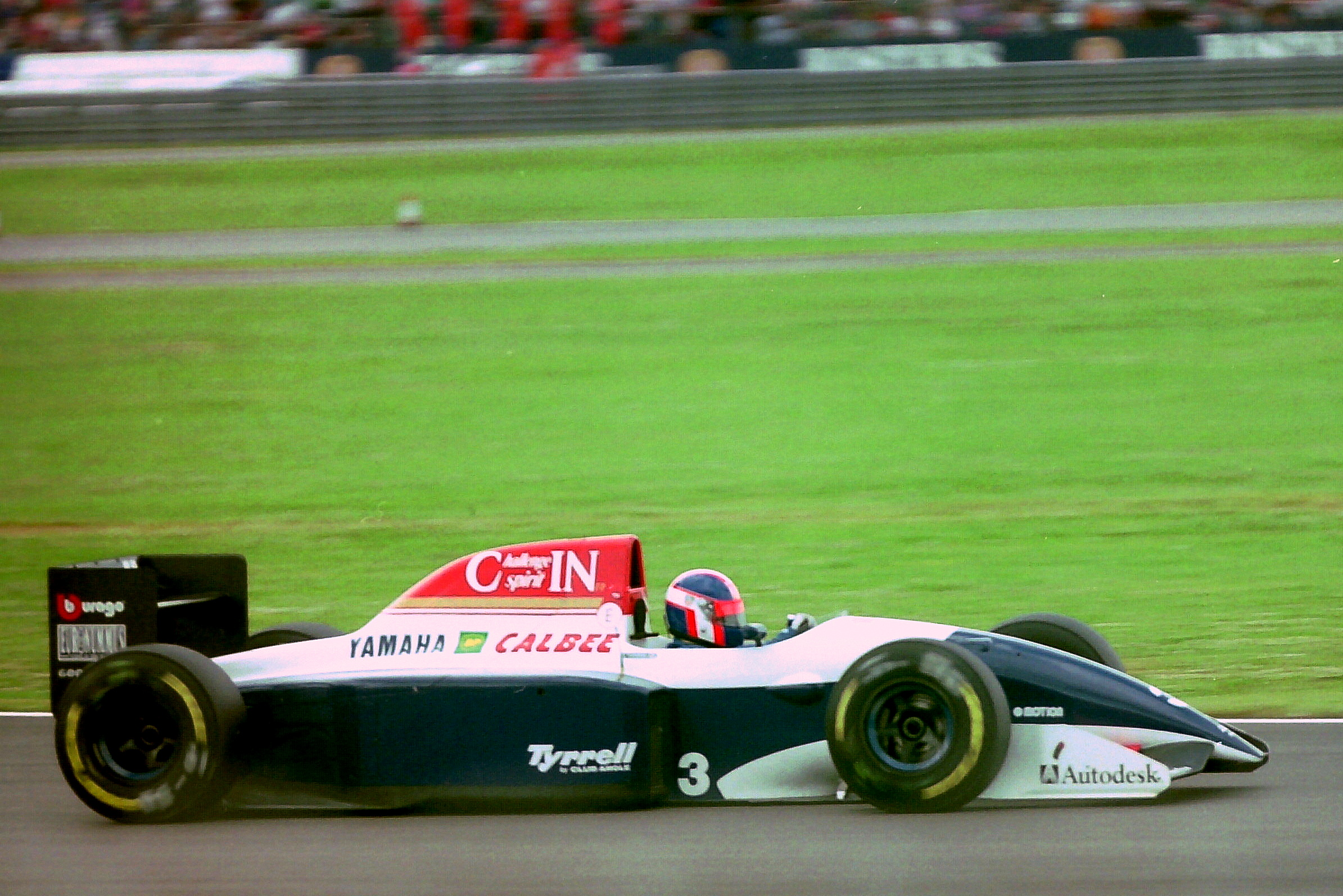
Tyrrell 021 von 1993

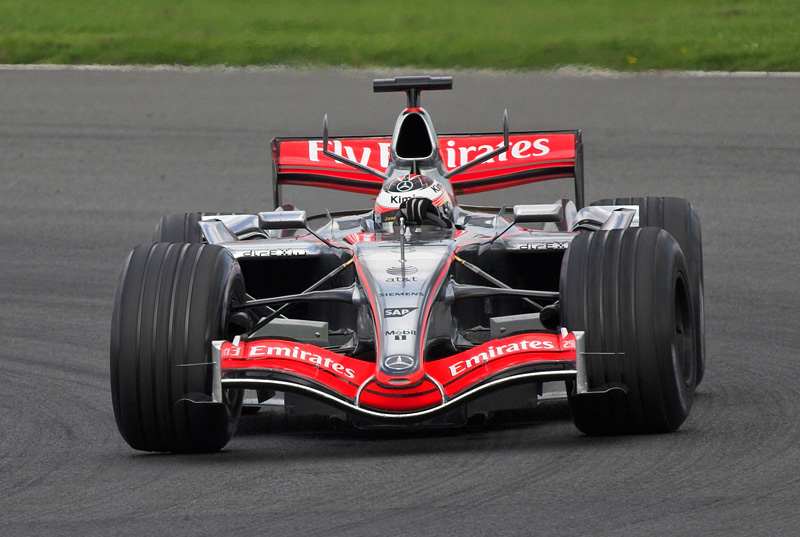
Kimi Räikkönen im von Coughlan entwickelten McLaren MP4/21 von 2006

Coughlan studierte an der Brunel University in Uxbridge Maschinenbau. Nach seinem Abschluss 1981 arbeitet er zunächst als Konstrukteur für Tiga Cars, einer von den ehemaligen Rennfahrern Tim Schenken und Howden Ganley gegründeten Firma, die Rennwagen für Nachwuchsserien produzierte.

## Werdegang
1984 wechselte er zu Lotus in die Formel 1 und arbeitete unter Gérard Ducarouge im Designteam. Coughlan war an der Entwicklung des Lotus-Renault 97T beteiligt, mit dem Ayrton Senna 1985 in Estoril seinen ersten Sieg einfahren konnte. Nach Sennas Wechsel zu McLaren Ende 1987 verließ auch Ducarouge das Team. Frank Dernie wurde neuer Technischer Direktor und Coughlan Chefdesigner.
Ende 1990, nachdem Lotus den Hauptsponsor Camel verloren hatte, ging Coughlan zu John Barnards Advanced Research Group, der damaligen Entwicklungsabteilung des Benetton-Teams. Coughlan war Chefdesigner bei der Entwicklung des B191, der die Basis für die erfolgreichen Benetton-Rennwagen Anfang der 1990er darstellte. Doch Barnard verließ Benetton kurz darauf nach Streitigkeiten mit Flavio Briatore und die Advanced Research Group löste sich auf.
Coughlan ging zu Tyrrell und entwickelte den 020B, mit dem Andrea de Cesaris 1992 acht WM-Punkte einfahren konnte. Als Tyrrells Chefdesigner George Ryton Ende 1992 das Team verließ, übernahm Coughlan dessen Posten. Sein Tyrrell 020C, der in der ersten Hälfte der 1993 eingesetzt wurde, blieb ebenso wie das Nachfolgemodell 021 erfolglos. Ende des Jahres 1993 ging Coughlan zu Ferrari und wurde Leiter der F&E-Abteilung des Design and Development Konstruktionsbüros.
1997 wechselte Coughlan mit Barnard zu Arrows, wo er nach Barnards Abschied Mitte 1998 Chefdesigner wurde und 1999 den Posten des Technischen Direktors übernahm.
2002 nahm Coughlan ein Angebot als Chefdesigner von McLaren an. 2007 wurde er im Zuge der Spionage-Affäre zwischen McLaren und Ferrari, bei der ihm vorgeworfen wird, geheime Informationen des Ferrari-Teams vom Ferrari-Teamkoordinator Nigel Stepney entgegengenommen zu haben, suspendiert.
Nach Zwischenspielen bei Stefan Grand Prix und Michael Waltrip Racing kehrte Coughlan im Sommer 2011 in die Formel 1 zurück. Er übernahm die Position des Chefingenieurs bei Williams. Mit Beginn der Saison 2012 stieg er zum Technischen Direktor auf und ersetzte in dieser Funktion Sam Michael. Unter Coughlans Leitung entstanden der Williams FW34 und der FW35. Im Juli 2013 wurde er bei Williams durch Pat Symonds ersetzt.